# GP José Dubois
De GP José Dubois was een jaarlijks terugkerende wielerwedstrijd, in het Henegouwse Isières. De wedstrijd was 165 kilometer lang, en werd verreden in juli. De wedstrijd vond plaats tussen 2010 en 2019, met uitzondering van 2017.